# Auditörskåren i USA:s flygvapen
| Yrkestecken för auditör (officer) samt för paralegal (underofficer och underbefäl) i flygvapnet. |  | Yrkestecken för auditör (officer) samt för paralegal (underofficer och underbefäl) i flygvapnet. |
| Yrkestecken för auditör (officer) samt för paralegal (underofficer och underbefäl) i flygvapnet. |  |                                                                                                  |

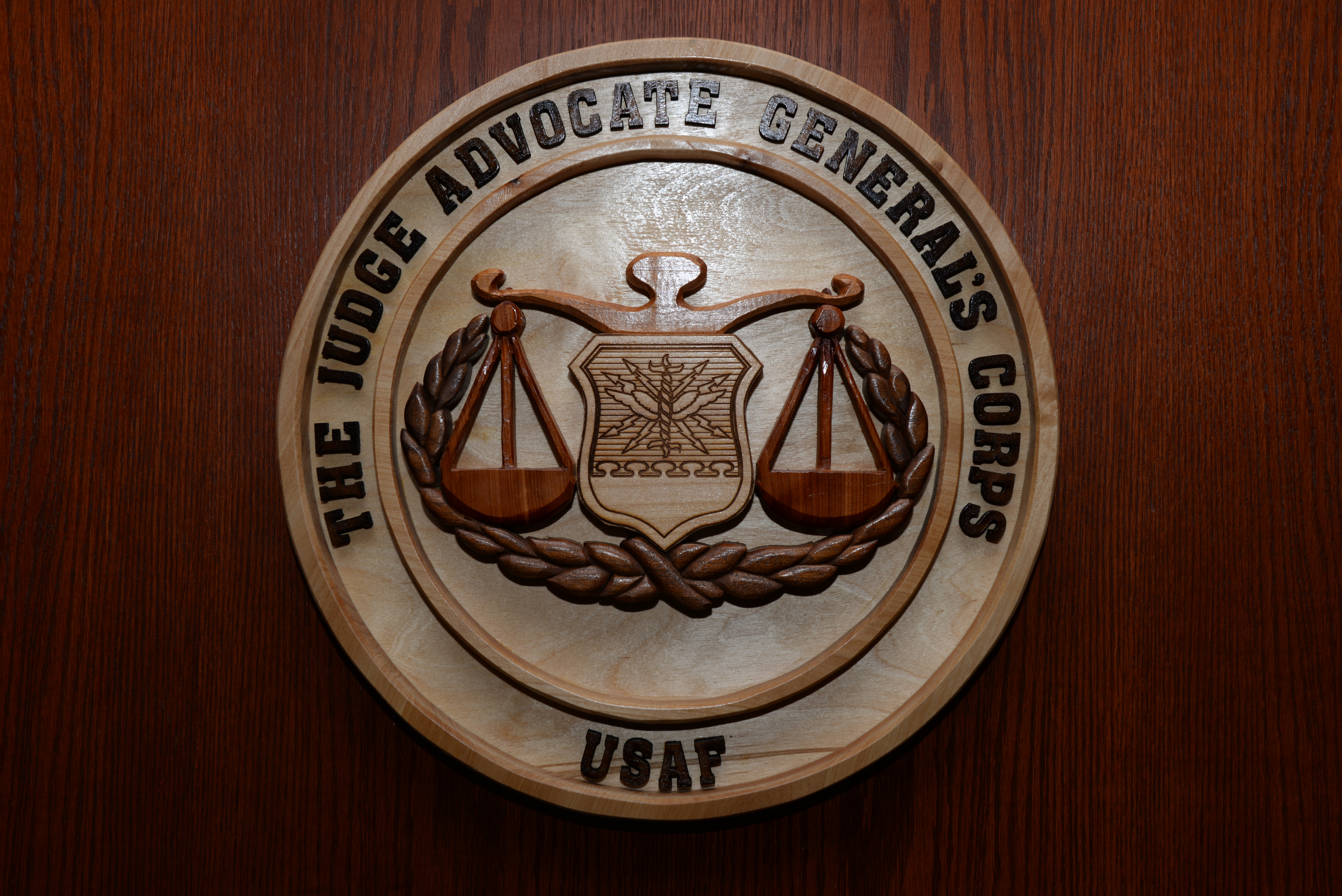
Sigill i en rättssal.

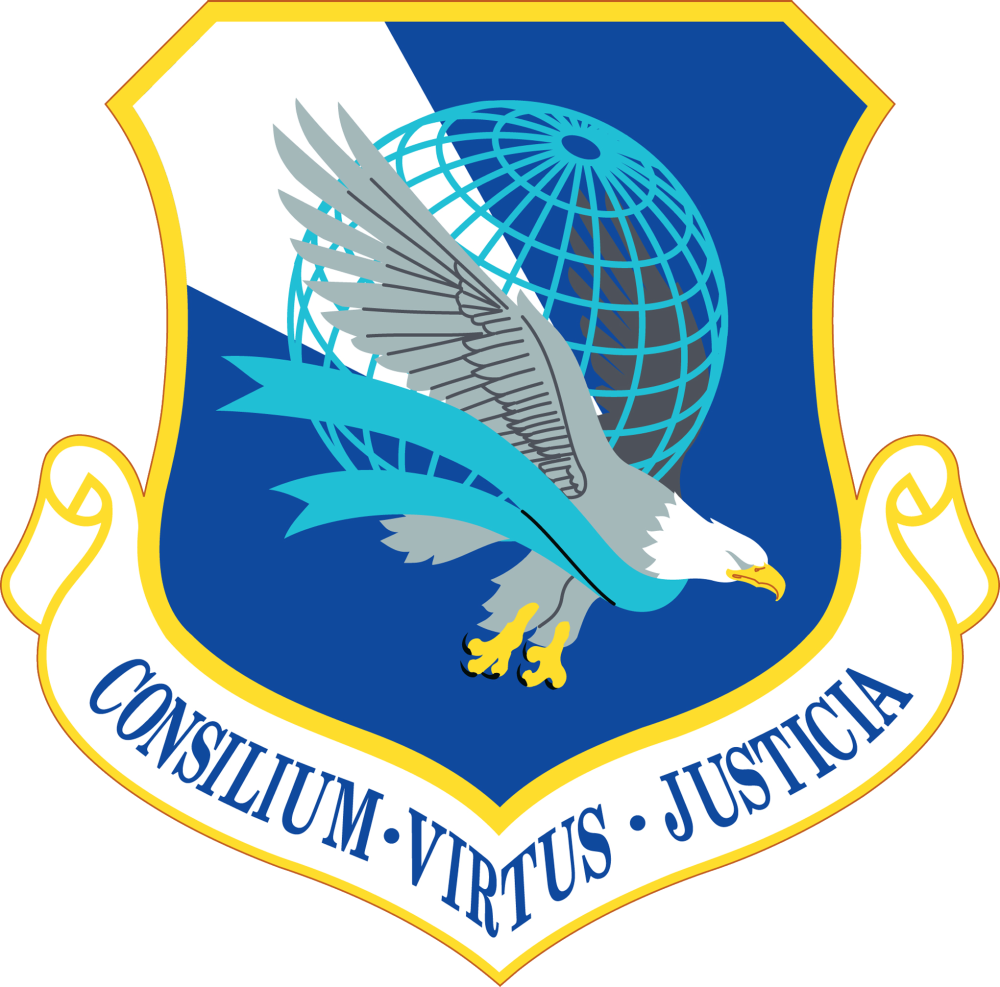
Heraldisk sköd för Air Force Legal Operations Agency.

Auditörskåren i USA:s flygvapen (Judge Advocate General's Corps, förkortning AFJAGC, informellt kallad för JAG Corps eller JAG) är en särskild kår inom USA:s flygvapen.
En enskild auditör benämns som judge advocate (JA) och är en jurist som har godkänts i minst en delstats bar exam att utöva juristyrket samt genomgått en kortare utbildning som officer, alternativt en erfaren officer som halvvägs i in karriären på statsmaktens bekostnad genomgått en juristexamen och bar exam.
Officerare inom auditörskåren kan tjänstgöra som domare (engelska: military judge), åklagare (engelska: trial counsel) och försvarare (engelska: defense counsel) i de krigsrätter som sammankallas av ansvarigt befäl i enlighet med Uniform Code of Military Justice (UCMJ), men också som förbandsjurist och folkrättslig rådgivare kring krigets lagar.

## Bakgrund
Flygvapnet blev en egen försvarsgren efter att ha varit en del av armén fram till 1947. Med tiden började ett eget system auditörer växa fram inom det nybildade flygvapnet. En generalorder som utfärdades den 25 januari 1949 konstituerade Judge Advocate General's Department som en särskild organisation.
1967 fick auditörerna ett eget yrkestecken som bärs ovanför släpspännen på uniform.
Namnet förblev detsamma fram till 2003 då flygvapenminister James G. Roche ändrade namnet till Judge Advocate General's Corps, likt motsvarigheterna inom armén och i flottan.

## Organisation
Generalauditören (engelska: Judge Advocate General of the Air Force, med förkortningen TJAG) som från 2008 är en generallöjtnant utnämns av presidenten med senatens råd och samtycke och som fungerar som den mest seniora juridiska rådgivaren i uniform inom USA:s flygvapendepartement.
Auditörskåren består av cirka 4 300 anställda, inklusive auditörer och civilanställda, paralegals (både i militär tjänst och civilanställda) samt civilanställd stödpersonal.    Av dessa är 1 300 auditörer (officerare) i aktiv tjänstgöring samt 600 civilanställda jurister. Det tillkommer 1 200 paralegals varav 300 är civilanställda. I flygvapnets reserv samt i flygnationalgardet tillkommer 1 400 auditörer och paralegals.
- Office of the Judge Advocate General är en del av flygstaben i Pentagon och leds av generalauditören och som tillhandahåller juridisk expertis inom flygvapendepartementet för flygvapenstabschefen och flygvapenministern.
- Air Force Legal Operations Agency (AFLOA) är namnet på organisationen som tillhandahåller kontor för rättsliga tjänster ute på förbanden, inklusive försvarare i rättegång.[1]
- Air Force Court of Criminal Appeals (AFCCA), konstituerad med stöd av 10 U.S.C. § 844, är den appellationsdomstol till vilket krigsrätter inom flygvapnet och rymdstyrkan kan överklagas till.[1] Från AFCCA kan fall överklagas till United States Court of Appeals for the Armed Forces (USCAAF).[6]
- Air Force Judge Advocate General's School vid Maxwell Air Force Base i Alabama är utbildningsinstitutionen som alla auditörer och paralegals i flygvapnet genomgått.[1]
- En staff judge advocate är benämningen som senior förbandsjurist och rättslig rådgivare till befälhavaren för större förband, inklusive försvarsgrensövergripande militärkommandon, och är det närmaste en auditör kommer att föra eget befäl utanför en rättssal eller den egna organisationen.[7]

## Kända personer som tjänstgjort i AFJAGC
- Lindsey Graham, senator från South Carolina i USA:s senat.[8]
- Ted Lieu, ledamot av USA:s representanthus från Kalifornien.[9]